# Via Pietro Micca

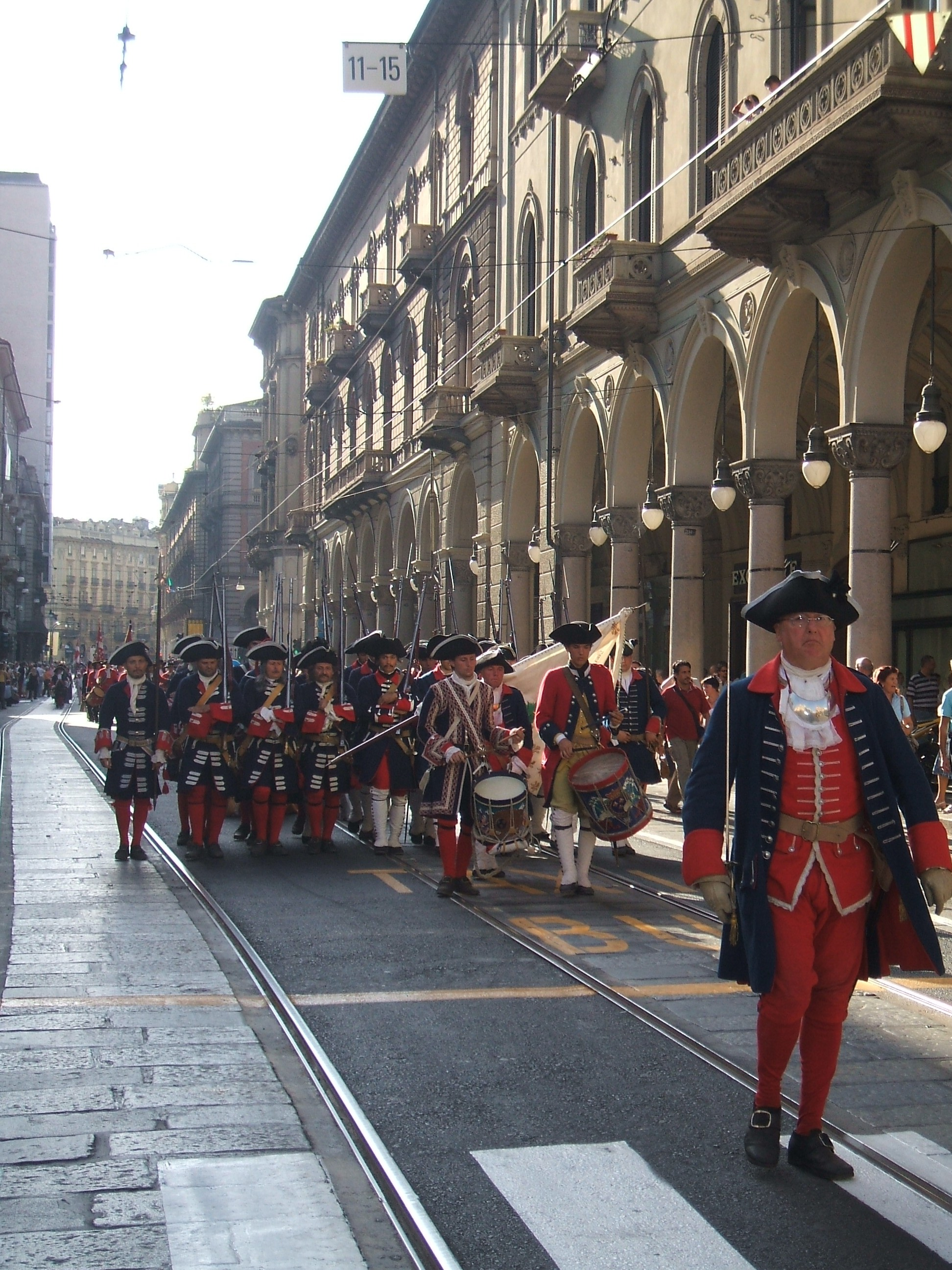
Figurantes del regimiento Gardes Françaises desfilan por la Via Pietro Micca de Turín.

La Via Pietro Micca es una calle del centro histórico de Turín (Italia), que empieza en la Piazza Castello y termina en la Piazza Solferino. Fue construida entre 1885 y 1897 en diagonal respecto a la retícula viaria, convirtiéndose así en una de las primeras calles que rompió el plan hipodámico típico del Cuadrilátero Romano; por este motivo, fue apodada la Diagonale.
La matriz arquitectónica de la calle es el estilo ecléctico. Fue dedicada a Pietro Micca, el nombre atribuido al soldado del ejército del Ducado de Saboya que provocó la explosión en una de las galerías que discurrían bajo la ciudadela militar para impedir la invasión de la ciudad por parte de las tropas francesas durante el sitio de Turín de 1706.

## Historia

### Proyecto

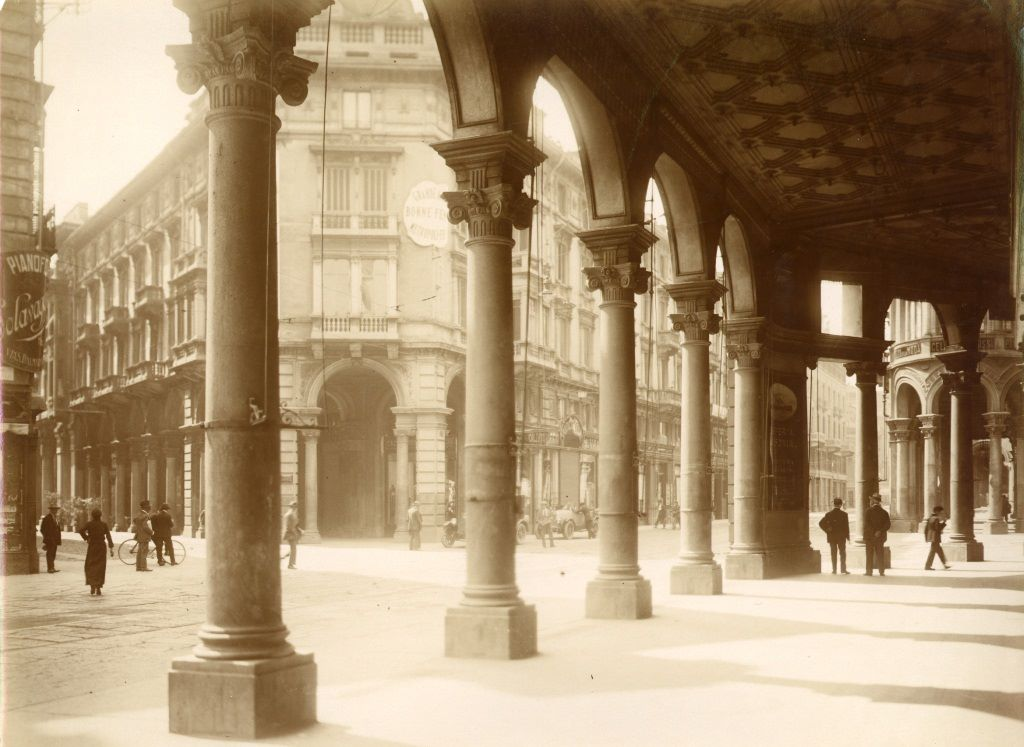
Los pórticos de la Via Pietro Micca en la década de 1920.

La calle fue proyectada en 1885, cortando en diagonal el plano en damero del centro de la ciudad, en el marco de una intervención más amplia de remodelación que afectó a una parte considerable del Cuadrilátero Romano. En ese año, las manzanas entre la Piazza Castello y la Piazza Solferino eran todavía de planta medieval, edificadas sin seguir ninguna normativa constructiva o urbanística, lo que hacía difícil la circulación viaria e impedía la renovación regular del aire y el paso de la luz: las condiciones higiénicas no eran, en consecuencia, las mejores. En 1876, el Ayuntamiento de Turín, siguiendo el impulso de Ernesto Balbo Bertone di Sambuy, ya había propuesto la apertura de una nueva calle diagonal, lo que se concretó al año siguiente en un plano de los ingenieros Petrino, Boella y Reycend, posteriormente retomado por Giuseppe Tonta (1881-1882). Al mismo tiempo, se creó una comisión y el 9 de enero de 1882 el alcalde, el conde Luigi Ferraris, designó como miembros a los consejeros Alessandro Antonelli, Bollati, Ernesto Balbo Bertone di Sambuy, Carlo Ceppi, Desiderato Chiaves, Favale, Amedeo Peyron y Rossi.
Mientras la comisión fijaba algunas orientaciones generales, se constituyó en su interior una subcomisión, compuesta por Carlo Ceppi, Giovanni Battista Ferrante y Giacomo Soldati, encargada de estudiar el plano de remodelación. El resultado de las numerosas reuniones de la subcomisión fue un complejo informe que fue expuesto por Ferrante a la comisión en el curso de la reunión del 17 de enero de 1884. Este informe abordaba en primer lugar las cuestiones relativas a la oportunidad de abrir calles diagonales o curvilíneas y a la necesidad de nuevos pórticos o pasos cubiertos. La subcomisión respondía de modo afirmativo a estas dos cuestiones, considerando que las calles diagonales tenían la ventaja de acortar las distancias entre dos puntos distintos de la ciudad y que animaban la monotonía del urbanismo en damero. Además, se estimaba que las parcelas resultantes del corte diagonal de las calles, aunque fueran demasiado pequeñas para edificar, podían destinarse a la creación de parterres, quioscos y similares; la planimetría de los apartamentos —se precisaba a continuación— no se habría resentido, siempre y cuando se tuviera la astucia de «llevar lo oblicuo» a escaleras, antesalas y pasillos. Análogas consideraciones se dirigían a favor de las calles curvilíneas.
En cuanto a los pórticos, o como alternativa las galerías acristaladas, la subcomisión también expresaba una opinión favorable, considerando que la comodidad que ofrecían en los días de lluvia y nieve y los altos ingresos proporcionados por los negocios que daban a ellos compensarían sus desventajas de coste e imperfecta iluminación. Quedaron sin embargo dudas en la comisión sobre la efectiva utilidad de la diagonal, pero no sobre la necesidad de efectuar la remodelación a través de demoliciones y reconstrucciones, verdadero objeto de las intervenciones. Los cortes proyectados se extendieron a todo el centro, dando prioridad al barrio de San Tommaso y a la Via IV Marzo. En el momento de la aprobación del primer lote, en noviembre de 1884, todavía no estaba incluida la calle diagonal.

### Las obras de construcción

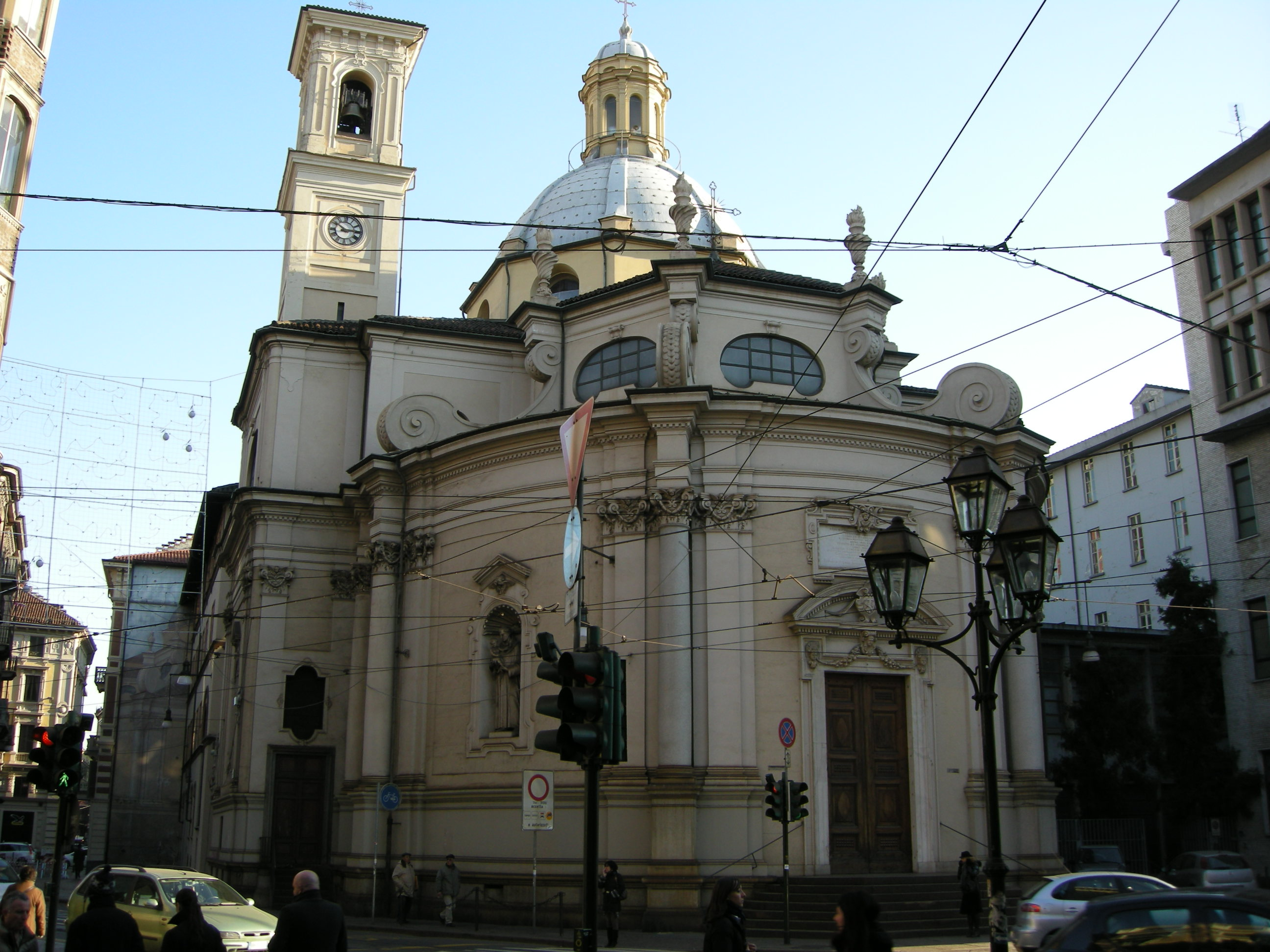
La iglesia de San Tommaso, en la Via Pietro Micca.

Después de una serie de avatares burocráticos relativos a las expropiaciones y a la aprobación de los proyectos, el Ayuntamiento de Turín dio luz verde a un conjunto de intervenciones —clasificadas en tres categorías según su importancia— que afectaban al centro de la ciudad. La Via Pietro Micca pertenecía solo en parte (los dos extremos) a la primera categoría. Poco después, el 15 de enero de 1885, el Estado italiano aprobó la conocida como «Ley para Nápoles», que también concedía facilidades para la remodelación de los centros históricos degradados de otras ciudades y establecía parámetros económicos unitarios para las expropiaciones. Turín se adhirió inmediatamente y apenas tres días después presentó los proyectos, incluida la diagonal, considerada de segunda categoría.
El 13 de marzo de 1885, el Ayuntamiento aprobó la construcción de las dos manzanas en los extremos de la diagonal, iniciando así su ejecución. El conjunto de las obras, ya definido, se concretó en un nuevo plano, denominado «Plan Velasco» por el nombre del ingeniero jefe de la ciudad. Surgieron entonces intensas protestas por parte de los comerciantes y propietarios del centro, con el propósito abierto de elevar las cuotas de las expropiaciones; con la inaplicación de los parámetros de la Ley para Nápoles en favor de una estimación de los precios medios en las zonas afectadas, se superaron las protestas y las obras pudieron empezar en 1886 con los extremos de la calle, después de lo cual se procedió a la construcción de las partes centrales, excluidas de la Ley para Nápoles porque estaban consideradas de segunda categoría. Para la edificación de los inmuebles se cerraron acuerdos entre el Ayuntamiento y constructores privados, entre los cuales destacaban los Maggia y los Delleani. A falta de un acuerdo, sería la propia ciudad la que construiría a sus expensas. La primera parcela, hacia la Piazza Castello, fue edificada por la ciudad en 1891 y vendida poco después a los Maggia. Finalmente, la Via Pietro Micca abrió al público en mayo de 1897. Costó a la ciudad 6 774 600 liras. Sin embargo, el proceso de remodelación del antiguo Cuadrilátero Romano continuó hasta la década de 1930 en las calles adyacentes, reflejando la evolución de la arquitectura, desde el modernismo hasta el Novecento.

## Obras

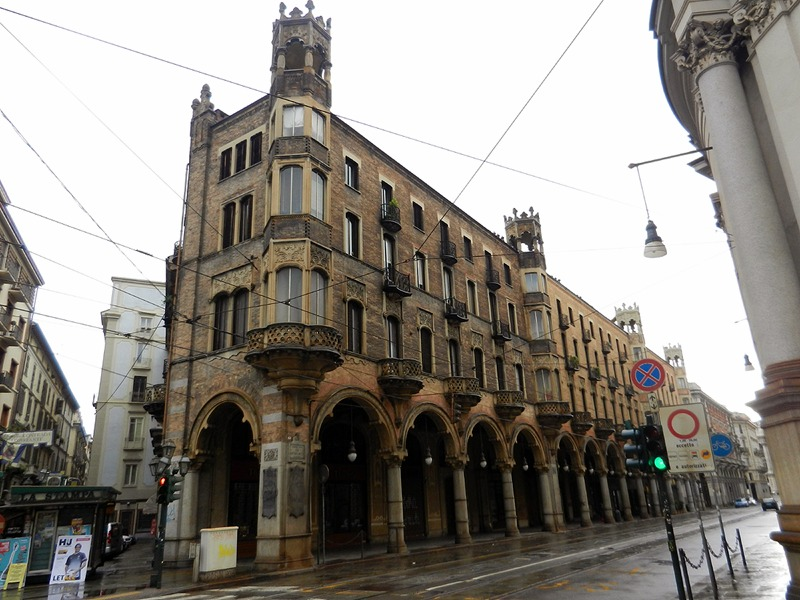
El Palazzo Bellia.

- Los edificios y, en particular, los pórticos del lado septentrional de la calle fueron destinados a residencias de lujo y negocios. Los arquitectos fueron Carlo Ceppi, Silvio Scacchetti, Giuseppe Tonta y Costantino Gilodi; estos últimos fueron los autores de los edificios que dan hacia la Piazza Castello y la Piazza Solferino.
- El Palazzo Fiorina, diseñado en 1860 y financiado por la rica familia Fiorina, es la terminación occidental natural de la calle, en el cruce con la Via Botero y la parte septentrional de la Piazza Solferino. Se trata de un condominio rojizo de tres plantas, con ricas decoraciones de un estilo entre el modernismo y el barroco tardío, además de elegantes pórticos con capiteles neoclásicos. Albergó el hotel homónimo, mientras bajo sus pórticos se fundó la histórica librería Slavia, a cargo de Alfredo Polledro, renombrada posteriormente Petrini en 1872, lugar de encuentro de ilustres literatos, como Edmondo De Amicis, Zino Zini y Piero Gobetti, actualmente convertida en Torre di Abele. En la esquina con la Via Botero, fue histórico el bar y cervecería Voigt (actual bar Norman), donde se constituyó, en 1906, el equipo del Torino Football Club. Poco más allá, en el número 10 de la calle, residió en sus últimos años el escritor Edmondo De Amicis. En el lado opuesto, los bombardeos de la Segunda Guerra Mundial destruyeron un edificio neobarroco de Gilodi, posteriormente sustituido por la actual Torre Solferino, en el cruce con la Piazza Solferino.
- A Carlo Ceppi se le debe el proyecto del Palazzo Bellia, que se encuentra en el lado septentrional de la intersección con la Via San Tommaso, uno de los ejemplos más bellos de la arquitectura ecléctica de Turín. En esta obra se usaron por primera vez en la ciudad vigas de hormigón armado (1894-1895).
- La iglesia de San Tommaso, anterior a la creación de la calle —data de 1584—, poseía, antes de 1886, una planta en cruz latina, lo que supuso un obstáculo para la realización de la calle. En los primeros proyectos se propuso su demolición, pero posteriormente el Ayuntamiento decidió que la fachada de la parroquia se retranqueara ocho metros. El arquitecto Carlo Ceppi, que se había opuesto a la demolición de la iglesia, fue el autor del proyecto de su transformación.

## Eventos
Con ocasión de las manifestaciones por el bicentenario y el tricentenario del sitio de Turín de 1706, la Via Pietro Micca ha acogido los carruseles y los desfiles de disfraces. Además, la calle es el escenario de los desfiles de la ciudad por la fiesta de San Juan, con las máscaras Gianduja y Giacometta.